# Окраина (фильм, 1933)
«Окра́ина» — советский чёрно-белый художественный фильм режиссёра Бориса Барнета, снятый на киностудии «Межрабпомфильм» в 1933 году, по мотивам одноимённой повести Константина Финна.

## История
По мнению многих кинокритиков и прессы, это один из самых удачных фильмов режиссёра Бориса Барнета. Премьерный показ состоялся в марте 1933 года.

«Окраину» я до сих пор считаю одним из лучших фильмов мирового кино. По качеству барнетовские картины очень разные: есть уникальные — такие, как «Окраина», и есть, я бы сказал, средние. Такое ощущение, что их снимали разные режиссёры.
 Так случилось, что у него не было постоянных соратников. Он снимал почти на всех студиях страны и почти во всех регионах нашего необъятного отечества. Пожалуй, он не мог найти и своего автора, а в «Окраине» произошло идеальное «попадание»— Геннадий Полока.
Восстановлен в 1965 году на Киностудии им. Горького.

## Сюжет
Размеренная жизнь простых людей из небольшого городка в Российской империи меняется с началом Первой мировой войны. Мужчины уходят на фронт, а в городе начинают появляться пленные немцы.
Для большинства обитателей города они олицетворяют собой зло. Вместе с тем находятся люди, разглядевшие во вчерашнем враге не агрессора, а жертву войны и человека, достойного сочувствия и участия. Постепенно горожане начинают понимать, что война им не нужна.

## В ролях
| Актёр              | Роль                                                 |
| ------------------ | ---------------------------------------------------- |
| Сергей Комаров     | хозяин сапожной мастерской Александр Петрович Грешин |
| Елена Кузьмина     | Манька Грешина                                       |
| Роберт Эрдман      | жилец Грешина Роберт Карлович                        |
| Александр Чистяков | сапожник Пётр Иванович Кадкин                        |
| Николай Боголюбов  | Николай Кадкин                                       |
| Николай Крючков    | Сенька Кадкин                                        |
| Михаил Жаров       | студент Краевич                                      |
| Ханс Клеринг       | германский военнопленный Мюллер                      |
| Александр Жуков    | городовой                                            |
| Владимир Уральский | извозчик Смельчаков                                  |
| Андрей Файт        | пленный немец                                        |
| Михаил Яншин       | солдат                                               |

## Статьи и публикации
- Тамара Сергеева. «Он так и не научился снимать по заказу». Марлен Хуциев, Геннадий Полока, Отар Иоселиани. Вспоминая Барнета // Киноведческие записки : журнал. — 2002. — № 61. — ISSN 0235-8212.

## Внешние медиафайлы
- Художественный фильм «Окраина» (1933) (укр.). Полная версия. Megogo (1933). Дата обращения: 14 мая 2017. Архивировано 22 июня 2017 года.